# Otto Lewe van Aduard
Otto Lewe van Aduard (gedoopt Doornik, 6 maart 1752 – Leiden, 21 maart 1821) was een Nederlandse militair en politicus ten tijde van de Bataafse Republiek.

## Familie
Lewe was een lid van de familie Lewe en een zoon van Bernard Lewe van Aduard (1710-1796), onder andere commandant van Doornik en gouverneur van Bergen op Zoom en Sluis, en Catharina van Wijhe. Hij trouwde met Anna Isabella van Swinderen (1758-1790) en na haar overlijden met Anna Adriana Sophia Gerlacius. Uit het eerste huwelijk werden twee zoons en twee dochters geboren.

## Loopbaan
Lewe was officier der infanterie in Statendienst, vanaf 1780 was hij kolonel-commandant bij het Regiment Nationalen 2.
Hij was lid van de Vergadering van Provisionele Representanten van het Volk van Holland (1795-1796) en werd 4 maart 1795 benoemd in het Comité tot de Algemene Zaken van het Bondgenootschap te Lande, de opvolger van de opgeheven Raad van State. Hij vertegenwoordigde Groningen samen met Scato François Gockinga. Op 9 december 1795 werd hij daaruit op eigen verzoek ontslagen.
Van 1797 tot 1798 was hij lid van het Vroedschap van Haarlem. Hij werd in 1801 benoemd in het Staatsbewind der Bataafsche Republiek, maar trad wegens ziekte niet in functie.
- Biografisch Portaal: 04123153
- Digitale Bibliotheek voor de Nederlandse Letteren: lewe011
- Parlement.com: vge7dtpqruur